# 小松救難隊
小松救難隊（こまつきゅうなんたい、英称:Komatsu Air Rescue Squadron）は、航空自衛隊航空総隊航空救難団隷下の航空救難部隊。石川県小松基地に所在し、捜索救難機にU-125A、救難ヘリコプターにUH-60Jを運用する。

## 概要
1961年（昭和36年）3月1日に航空自衛隊5番目の救難分遣隊として小松基地で編成され、1964年（昭和39年）12月1日に小松救難隊へ改編された。
部隊マークは、石川県加賀地方の加賀獅子をモチーフとしたものになっている。

## 沿革
- 1961年（昭和36年）3月1日 - 小松基地において救難航空隊隷下で小松救難分遣隊編成[3]。

7月15日 - 救難航空隊が航空救難群に改編。
- 1964年（昭和39年）12月1日 - 小松救難分遣隊から小松救難隊に改編[3]。
- 1971年（昭和46年）3月1日 - 航空救難群が航空救難団に改編[3]。
- 1989年（平成元年）3月16日 - 航空救難団が航空支援集団隷下に隷属替え[3]。
- 2012年（平成24年）3月3日 - 部隊創立50周年記念式典を実施[1]。
- 2013年（平成25年）3月26日 - 航空救難団が航空総隊隷下に隷属替え[3]。
- 2014年（平成26年）6月5日 - 日本海でアメリカ空軍第353特殊作戦群（英語版）第17特殊作戦飛行隊（英語版）と空中給油訓練を実施[4]。
- 2016年（平成28年）2月10日～2月26日 - コープノース・グアム16に参加[5]。
- 2017年（平成29年）2月15日～3月3日 - コープノース・グアム17に参加[6][7][8]。

## 部隊編成
- 隊本部
- 総括班
- 飛行班
- 整備小隊

## 登場作品
- 『レスキューウイングスシリーズ』
- 『空へ ―救いの翼　RESCUE WINGS―』